# Mars 1
Mars 1 – automatyczna międzyplanetarna sonda wystrzelona w kierunku Marsa 1 listopada 1962 przez Związek Radziecki. 21 marca 1963, w odległości 106 760 000 km od Ziemi, stracono kontakt z pojazdem. Sonda zbliżyła się do Marsa na odległość 193 000 km 19 czerwca 1963. Następnie weszła na orbitę heliocentryczną. Był to pierwszy statek kosmiczny, który dotarł w pobliże Marsa.

## Opis misji
Mars 1 był automatyczną sondą wystrzeloną w kierunku Marsa i mającą zbliżyć się do niego na odległość 11 000 km. Po opuszczeniu orbity okołoziemskiej statek oddzielił się od 4. stopnia rakiety i rozłożył panele słoneczne. Pomiary telemetryczne wykazały przeciek w jednym z zaworów gazowych systemu orientacji, a zadanie to zostało przełożone na stabilizację żyroskopową. Łącznie odebrano 61 transmisji radiowych, początkowo co 2 dni, potem co 5, zawierających bardzo dużo danych o przestrzeni międzyplanetarnej. W dniu 21 marca 1963, kiedy statek był w odległości 106 760 000 km od Ziemi, utracono z nim łączność. Prawdopodobnie na skutek awarii w systemie orientacji przestrzennej statku. Największe zbliżenie do Marsa nastąpiło 19 czerwca 1963, na odległość 193 000 km. Potem statek wszedł na orbitę okołosłoneczną.
Mars 1 został zbudowany na bazie statku Wenera. Miał kształt cylindra o długości 3,3 m i 1 metra średnicy. Szerokość statku (z panelami słonecznymi i grzejnikami) wynosiła 4 metry. Cylinder dzielił się na dwie części. Górne 2,7 m stanowiło moduł orbitalny zawierający pokładowy system napędowy i kierujący. Moduł eksperymentów, zawierający przyrządy naukowe mieścił się w dolnych 60 cm cylindra. Paraboliczna antena 1,7 m o wysokim zysku była używana do komunikacji wraz z anteną wielokierunkową i semikierunkową. Energię elektryczną dostarczały dwa panele ogniw słonecznych o powierzchni całkowitej 2,6 m² zamontowane po przeciwnych stronach statku. Energię gromadzono w akumulatorze niklowo-kadmowym o pojemności 42 Ah.
Komunikacja odbywała się na falach centymetrowych poprzez antenę o dużym zysku. Jej uzupełnieniem był nadajnik fal metrowych wykorzystujący antenę wielokierunkową. Nadajnik fal 8 cm, zamontowany w module naukowym, miał transmitować obrazy TV. Umieszczony w tym samym miejscu nadajnik impulsowy fal 5 cm służył do wyznaczania odległości sondy od Ziemi. Kontrola temperatury odbywała się poprzez używanie gazów chłodzących i półsferycznych grzejników zamontowanych na końcach paneli słonecznych.
Próbnik rejestrował uderzenie jednego mikrometeoroidu na około 2 minuty, na wysokości od 6000 do 40 000 km, podczas deszczu Taurydów. Podobną wartość zarejestrował w przestrzeni międzyplanetarnej (odl. 20-40 mln km). Pole magnetyczne wynosiło 3-4 nT, w szczytach (przestrzeń międzyplanetarna, uderzenia wiatru słonecznego) 6-9 nT. Pomiary promieni kosmicznych wykazały podwojenie ich ilości od 1959. Wykryto i potwierdzono wielkość pasów radiacyjnych wokół Ziemi.

### Ładunek naukowy
- Magnetometr
- Wyposażenie do wykonywania zdjęć TV
- Spektrorefleksometr
- Czujniki promieniowania
- Spektrograf
- Instrument do badania mikrometeoroidów

### Cele naukowe
- Wykonanie zdjęć Marsa
- Pomiary promieniowania kosmicznego
- Rejestrowanie mikrometeoroidów
- Pomiary pola magnetycznego Marsa
- Rejestracja składu atmosfery, z ewentualnymi związkami organicznymi włącznie